# Pouya Naserpour
Pouya Mohammad Naserpour (in persiano پویا ناصرپور‎; Andimeshk, 1998) è un lottatore iraniano, specializzato nella lotta greco-romana. Vincitore della medaglia d'oro ai campionati asiatici di Nuova Delhi 2020 e del bronzo ai mondiali militari di Teheran 2021.

## Palmarès
| Anno | Manifestazione              | Sede        | Evento | Risultato | Note |
| ---- | --------------------------- | ----------- | ------ | --------- | ---- |
| 2013 | Mondiali cadetti            | Zrenjanin   | 42 kg  | 8º        |      |
| 2014 | Mondiali cadetti            | Snina       | 46 kg  | Bronzo    |      |
| 2015 | Campionati asiatici cadetti | Nuova Delhi | 54 kg  | Bronzo    |      |
| 2018 | Campionati asiatici junior  | Nuova Delhi | 55 kg  | Oro       |      |
| 2018 | Mondiali junior             | Trnava      | 55 kg  | Oro       |      |
| 2019 | Mondiali                    | Nur-Sultan  | 55 kg  | 10º       |      |
| 2019 | Mondiali U23                | Budapest    | 55 kg  | 10º       |      |
| 2020 | Campionati asiatici         | Nuova Delhi | 55 kg  | Oro       |      |
| 2021 | Mondiali militari           | Teheran     | 60 kg  | Bronzo    |      |